# Acuminiseta prominens
Acuminiseta prominens är en tvåvingeart som först beskrevs av Oswald Duda 1925.  Acuminiseta prominens ingår i släktet Acuminiseta och familjen hoppflugor. Inga underarter finns listade i Catalogue of Life.